# Boxning vid olympiska sommarspelen 1956
Boxningen vid olympiska sommarspelen 1956 i Melbourne innehöll 10 olika viktklasser och var endast öppen för herrar. Sovjetunionen tog flest medaljer, och tvåa i medaljligan kom Storbritannien. 

## Medaljtabell
| Klass                       | Guld                                 | Silver                           | Brons                               |
| Flugvikt Detaljer...        | Terence Spinks · Storbritannien      | Mircea Dobrescu · Rumänien       | John Caldwell · Irland              |
| Flugvikt Detaljer...        | Terence Spinks · Storbritannien      | Mircea Dobrescu · Rumänien       | René Libeer · Frankrike             |
| Bantamvikt Detaljer...      | Wolfgang Behrendt · Tyskland         | Song Soon-Chun · Sydkorea        | Claudio Barrientos · Chile          |
| Bantamvikt Detaljer...      | Wolfgang Behrendt · Tyskland         | Song Soon-Chun · Sydkorea        | Frederick Gilroy · Irland           |
| Fjädervikt Detaljer...      | Vladimir Safronov · Sovjetunionen    | Thomas Nicholls · Storbritannien | Pentti Hämäläinen · Finland         |
| Fjädervikt Detaljer...      | Vladimir Safronov · Sovjetunionen    | Thomas Nicholls · Storbritannien | Henryk Niedźwiedzki · Polen         |
| Lättvikt Detaljer...        | Dick McTaggart · Storbritannien      | Harry Kurschat · Tyskland        | Anthony Byrne · Irland              |
| Lättvikt Detaljer...        | Dick McTaggart · Storbritannien      | Harry Kurschat · Tyskland        | Anatoly Lagetko · Sovjetunionen     |
| Lätt weltervikt Detaljer... | Vladimir Yengibaryan · Sovjetunionen | Franco Nenci · Italien           | Constantin Dumitrescu · Rumänien    |
| Lätt weltervikt Detaljer... | Vladimir Yengibaryan · Sovjetunionen | Franco Nenci · Italien           | Henry Loubscher · Sydafrika         |
| Weltervikt Detaljer...      | Nicolae Linca · Rumänien             | Frederick Tiedt · Irland         | Nicholas Gargano · Storbritannien   |
| Weltervikt Detaljer...      | Nicolae Linca · Rumänien             | Frederick Tiedt · Irland         | Kevin Hogarth · Australien          |
| Lätt mellanvikt Detaljer... | László Papp · Ungern                 | José Torres · USA                | John McCormack · Storbritannien     |
| Lätt mellanvikt Detaljer... | László Papp · Ungern                 | José Torres · USA                | Zbigniew Pietrzykowski · Polen      |
| Mellanvikt Detaljer...      | Gennadiy Shatkov · Sovjetunionen     | Ramón Tapia · Chile              | Gilbert Chapron · Frankrike         |
| Mellanvikt Detaljer...      | Gennadiy Shatkov · Sovjetunionen     | Ramón Tapia · Chile              | Víctor Zalazar · Argentina          |
| Lätt tungvikt Detaljer...   | James Boyd · USA                     | Gheorghe Negrea · Rumänien       | Carlos Lucas · Chile                |
| Lätt tungvikt Detaljer...   | James Boyd · USA                     | Gheorghe Negrea · Rumänien       | Romualdas Murauskas · Sovjetunionen |
| Tungvikt Detaljer...        | Peter Rademacher · USA               | Lev Mukhin · Sovjetunionen       | Daniel Bekker · Sydafrika           |
| Tungvikt Detaljer...        | Peter Rademacher · USA               | Lev Mukhin · Sovjetunionen       | Giacomo Bozzano · Italien           |

## Medaljfördelning
| Medaljfördelning |                |      |        |       |        |
| Placering        | Nation         | Guld | Silver | Brons | Totalt |
| 1                | Sovjetunionen  | 3    | 1      | 2     | 6      |
| 2                | Storbritannien | 2    | 1      | 2     | 5      |
| 3                | USA            | 2    | 1      | 0     | 3      |
| 4                | Rumänien       | 1    | 2      | 1     | 4      |
| 5                | Tyskland       | 1    | 1      | 0     | 2      |
| 6                | Ungern         | 1    | 0      | 0     | 1      |
| 7                | Irland         | 0    | 1      | 3     | 4      |
| 8                | Chile          | 0    | 1      | 2     | 3      |
| 9                | Italien        | 0    | 1      | 1     | 2      |
| 10               | Sydkorea       | 0    | 1      | 0     | 1      |
| 11               | Frankrike      | 0    | 0      | 2     | 2      |
| 11               | Polen          | 0    | 0      | 2     | 2      |
| 11               | Sydafrika      | 0    | 0      | 2     | 2      |
| 14               | Argentina      | 0    | 0      | 1     | 1      |
| 14               | Australien     | 0    | 0      | 1     | 1      |
| 14               | Finland        | 0    | 0      | 1     | 1      |